# Comisión Coordinadora de Fuerzas Políticas de Cataluña
La Comisión Coordinadora de Fuerzas Políticas de Cataluña (CCFPC) fue una organización política creada en la clandestinidad, que se dio a conocer públicamente en diciembre de 1969.
Las negociaciones para constituir la Comisión Coordinadora se inician en 1967 a partir de la propuesta hecha por el Front Nacional de Catalunya en su documento La unitat a través de l'acció, que formula un planteamiento estratégico de la necesidad de incluir a los comunistas en las instituciones unitarias catalanas.
El 3 de julio de 1968 se aprueba su Declaración política que se dio a conocer en diciembre de 1969. Esta instancia unitaria agrupaba a Esquerra Republicana de Catalunya (ERC), Front Nacional de Catalunya (FNC), Moviment Socialista de Catalunya (MSC) —que en 1974 se transformaría en Convergència Socialista de Catalunya (CSC)—, Unió Democràtica de Catalunya (UDC) y el Partit Socialista Unificat de Catalunya (PSUC). En 1974 se incorporaron el Partido Carlista de Cataluña (PCC) y el Partit Popular de Catalunya (PPC).
Sus reivindicaciones fundamentales se resumían en sus 7 puntos programáticos:
1. Libertades democráticas,
2. Amnistía general,
3. Libertad sindical,
4. Derecho de huelga,
5. Adopción de medidas inmediatas para mejorar la situación de las masas trabajadoras y para resolver los problemas más urgentes que el país tenía planteados en los aspectos sociales y económicos,
6. Restablecimiento del estatuto de autonomía de Cataluña de 1932,
7. Convocatoria de unas cortes constituyentes elegidas por sufragio universal.

El 1975 la Comisión Coordinadora de Fuerzas Políticas de Cataluña (CCFPC) se disolvió y sus partidos se integraron en el Consejo de Fuerzas Políticas de Cataluña (CFPC). Entre sus iniciativas políticas se encontró la constitución de la Asamblea de Cataluña el 7 de noviembre de 1971, el Primer Festival Popular de Poesía Catalana celebrado el 25 de abril de 1970, o la Semana de Reivindicación Nacional celebrada del 11 al 18 de septiembre de 1970.
- Datos: Q8348485